# Acitavonen
Die Acitavonen (lateinisch Acitavones) waren ein keltischer Stamm in den Alpen. Nähere Erwähnungen bei den antiken Autoren, wie der genaue Wohnsitz oder andere Angaben, sind bisher nicht bekannt.
Lediglich das Siegesdenkmal Tropaeum Alpium im heutigen La Turbie (erbaut 7/6 v. Chr.) nennt die Acitavonen in der Liste der 16/15 v. Chr. in den augusteischen Alpenfeldzügen besiegten Alpenvölker.